# WWE SmackDown! Shut Your Mouth
WWE SmackDown! Shut Your Mouth (conhecido como Exciting Pro Wrestling 4 no Japão) é um videogame de luta profissional lançado no console PlayStation 2 pela THQ e desenvolvido pela Yuke's. É o quarto jogo da série de videogame SmackDown!. baseado na promoção de wrestling profissional World Wrestling Entertainment (WWE), e a sequência de WWF SmackDown! Just Bring It. É também o primeiro jogo da série a ser lançado sob a bandeira "WWE".
O jogo foi sucedido pelo WWE SmackDown! Here Comes the Pain em outubro de 2003.

## Jogabilidade
O modo de temporada foi estendido para dois anos no jogo e apresenta a Extensão de Marca com o Raw de Ric Flair e o SmackDown! de Vince McMahon. Pela primeira vez, apenas as superestrelas da WWE poderiam participar do "modo de temporada". Os jogadores competem exclusivamente no programa para o qual foram convocados nos primeiros meses do primeiro ano, consistindo em quatro eventos do Raw ou quatro eventos do SmackDown!, além de um evento mensal pay-per-view (PPV). Se o personagem do jogador for um superstar criado, ou se o superstar original tiver uma classificação inferior a 60, ele lutará no Sunday Night Heat. Eventualmente, o jogador será contratado nos dois principais programas de televisão, aparecendo em dois Raw e dois SmackDown! shows e o evento PPV. Uma das histórias em destaque é baseada na nWo do início de 2002, que incluiu Hulk Hogan, Kevin Nash e X-Pac (que substituiu Scott Hall).
Como seu antecessor WWF SmackDown! Just Bring It, os campeonatos no Shut Your Mouth's não podem ser disputados no "modo de exibição" e só podem ser defendidos no "modo de temporada". Todos os principais títulos da época, exceto o Campeonato Feminino da WWE, estão incluídos no jogo: WWE Undisputed, Intercontinental, Europeu, Duplas, Cruiserweight e Hardcore. Vários desbloqueáveis, como trajes de jogadores alternativos, conjuntos de movimentos extras e arenas, podem ser desbloqueados através do "modo de temporada".
Eventos televisionados e pay-per-view são televisionados da arena do SmackDown!, cujo exterior é baseado no Madison Square Garden. Embora Jim Ross anuncie uma cidade diferente no início de cada evento, os exteriores permanecem os mesmos. As áreas notáveis são uma parada do metrô de Nova York chamada SmackDown! Estação, Times Square e The World. O jogo apresenta várias arenas em que a WWE realizou eventos em 2001 e 2002. Há também arenas baseadas em cada programa de televisão da WWE. Em certas arenas, os jogadores podem fazer seus lutadores escalarem o TitanTron e pularem dele. Além disso, a motocicleta do Undertaker pode ser pilotada em algumas partidas. O "modo Create-A-Superstar" dá a liberdade de manipular qualquer parte do corpo do superstar. Ele também oferece mais de 58 conjuntos de movimentos de uma combinação de superestrelas da WWE que não aparecem no jogo ou trabalham em diferentes promoções.
Este é o primeiro jogo a apresentar superstars em diferentes marcas, Raw e SmackDown!. Neste jogo, todos os superstars, incluindo campeões, são elegíveis para serem draftados em ambas as marcas, exceto o Campeão Indiscutível da WWE, que está disponível em ambas as marcas, desde que ele seja o campeão. Isso também marca as primeiras aparições de videogame da WWE de Billy Kidman, Brock Lesnar, Chuck Palumbo, Diamond Dallas Page, Jazz, Maven, Randy Orton, Rico e Torrie Wilson.

## Desenvolvimento
Modelos de superstars incluem características faciais realistas. Entradas totalmente animadas para cada personagem são apresentadas, com seu vídeo de entrada sendo reproduzido no TitanTron e seus respectivos temas tocando na arena. Os cinturões de título também são exibidos nas entradas de forma realista (por exemplo, The Rock carregando o cinturão de título para o ringue e levantando-o acima de sua cabeça).
Para entradas de superestrelas, a maioria dos temas usados nos shows televisionados e caseiros foram incorporados ao jogo. Junto com a música in-house de Jim Johnston, remakes de originais de Johnston de bandas como Breaking Point (para Rob Van Dam), Boy Hits Car (para Lita), Cypress Hill (para Tazz), Our Lady Peace (para Chris Benoit) e Saliva (para The Dudley Boyz) foram apresentados. No entanto, Maven, Stacy Keibler, Tajiri, Randy Orton e The Hardy Boyz não têm seus temas corretos (embora uma versão instrumental do tema de entrada real de Maven esteja incluída no disco do jogo). Jim Ross e Jerry Lawler fornecem comentários esporádicos enquanto o locutor do ringue Howard Finkel forneceu sua voz para apresentações de jogos e entradas de superstars.

## Recepção
Em julho de 2006, o jogo havia vendido 1,1 milhão de cópias e arrecadou US$ 50 milhões nos Estados Unidos. Next Generation classificou-o como o 44º jogo mais vendido lançado para PlayStation 2, Xbox ou GameCube entre janeiro de 2003 e julho de 2006 naquele país. As vendas de consoles combinados de jogos da WWE lançados na década de 2000 atingiram 8 milhões de unidades nos Estados Unidos em julho de 2006. Ele também recebeu um prêmio de vendas "Platinum" da Entertainment and Leisure Software Publishers Association (ELSPA), indicando vendas de pelo menos 300.000 cópias no Reino Unido.
O jogo recebeu críticas "geralmente favoráveis", de acordo com o agregador de análises de videogames Metacritic. GameSpot o nomeou o segundo melhor jogo de PlayStation 2 de novembro de 2002. Foi vice-campeão do prêmio anual "Melhores Gráficos (Técnicos) no PlayStation 2" da GameSpot, que foi para Ratchet & Clank.

## Roster
| Raw                     | Raw           | SmackDown           | SmackDown         | Equipes                             |
| Lutadores               | Divas         | Lutadores           | Divas             | Equipes                             |
| ----------------------- | ------------- | ------------------- | ----------------- | ----------------------------------- |
| Big Show                | Jazz          | Al Snow             | Ivory             | Al Snow & Maven                     |
| Booker T                | Lita          | Albert              | Stacy Keibler     | Billy & Chuck & Rico                |
| Bradshaw                | Molly Holly   | The Big Valbowski   | Stephanie McMahon | Booker T & Goldust                  |
| Brock Lesnar            | Trish Stratus | Billy               | Torrie Wilson     | Eddie Guerrero & Chris Benoit       |
| Bubba Ray Dudley        |               | Billy Kidman        |                   | The Dudley Boys (Bubba Ray e Spike) |
| Chris Benoit            |               | Chris Jericho       |                   | The Hardy Boys & Lita               |
| Eddie Guerrero          |               | Christian           |                   | The Un-Americans                    |
| Goldust                 |               | Chuck               |                   |                                     |
| Jeff Hardy              |               | Diamond Dallas Page |                   |                                     |
| Kane                    |               | D-Von               |                   |                                     |
| Kevin Nash              |               | Edge                |                   |                                     |
| Matt Hardy              |               | Faarooq             |                   |                                     |
| Raven                   |               | Hardcore Holly      |                   |                                     |
| Rhyno                   |               | Hulk Hogan          |                   |                                     |
| Ric Flair               |               | The Hurricane       |                   |                                     |
| Rob Van Dam             |               | Kurt Angle          |                   |                                     |
| Shawn Michaels          |               | Lance Storm         |                   |                                     |
| Shawn Stasiak           |               | Mark Henry          |                   |                                     |
| Spike Dudley            |               | Maven               |                   |                                     |
| Stone Cold Steve Austin |               | Randy Orton         |                   |                                     |
| The Undertaker          |               | Rico                |                   |                                     |
| William Regal           |               | Rikishi             |                   |                                     |
| X-Pac                   |               | The Rock            |                   |                                     |
|                         |               | Scotty Too Hotty    |                   |                                     |
|                         |               | Tajiri              |                   |                                     |
|                         |               | Tazz                |                   |                                     |
|                         |               | Test                |                   |                                     |
|                         |               | Triple H            |                   |                                     |
|                         |               | Vince McMahon       |                   |                                     |